# گیرمو فلورس آوندانو
گیرمو فلورس آوندانو (اسپانیایی: Guillermo Flores Avendaño‎; زاده ۱۷ ژوئن ۱۸۹۴ – درگذشته ۲۶ مهٔ ۱۹۸۲) سیاستمدار اهل گواتمالا بود. وی از ۲۶ اکتبر ۱۹۵۷ تا ۲ مارس ۱۹۵۸ رئیس‌جمهور این کشور بود.
گیرمو فلورس آوندانو در ۲۶ مه ۱۹۸۲، در سن ۸۷ سالگی درگذشت.